# Watermolen Sint-Gertrudis-Pede
De watermolen te Sint-Gertrudis-Pede (Pedemolen), gesitueerd op de Molenbeek, in de Vlaams-Brabantse gemeente Dilbeek is een van de twee maalvaardige korenwatermolens uit het Pajottenland, naast de Heetveldemolen, en is sinds 1975 erkend als beschermd monument.
De oorspronkelijke molen uit 1392 maakte deel uit van de vijf banmolens van het Land van Gaasbeek.
De huidige molen werd in 1763 gerestaureerd en uitgebreid met een woonhuis, nadat hij door een brand werd verwoest, en bleef tot 1963 met waterkracht malen. Daarna schakelde men over op een elektromotor. In 1970 werd de maalderij volledig stilgelegd.
In 1989 werd de molen eigendom van de gemeente Dilbeek. Eind 1990 werd, dankzij de samenwerking van verschillende werkgroepen, de molen door Dilbeek opnieuw gerestaureerd zodat hij weer maalvaardig is.
Het hoofdgebouw is opgetrokken in baksteen met een bovenslag waterrad. Verder werd het molendomein uitgebreid met spaarvijvers, een boomgaard, een waterzuivering en weiden en werd op het erf ook een hondenkarnmolen toegevoegd.
Vandaag doet het monument enkel nog dienst als toeristische attractie en malen vrijwillige molenaars elke tweede en vierde zondag van de maand voor het publiek.

De eerste afbeeldingen van de molen dateren uit de zestiende eeuw nadat Bruegel de molen als model nam voor zijn schilderijen De terugkeer van de kudde en De ekster op de galg (schildering in spiegelbeeld).

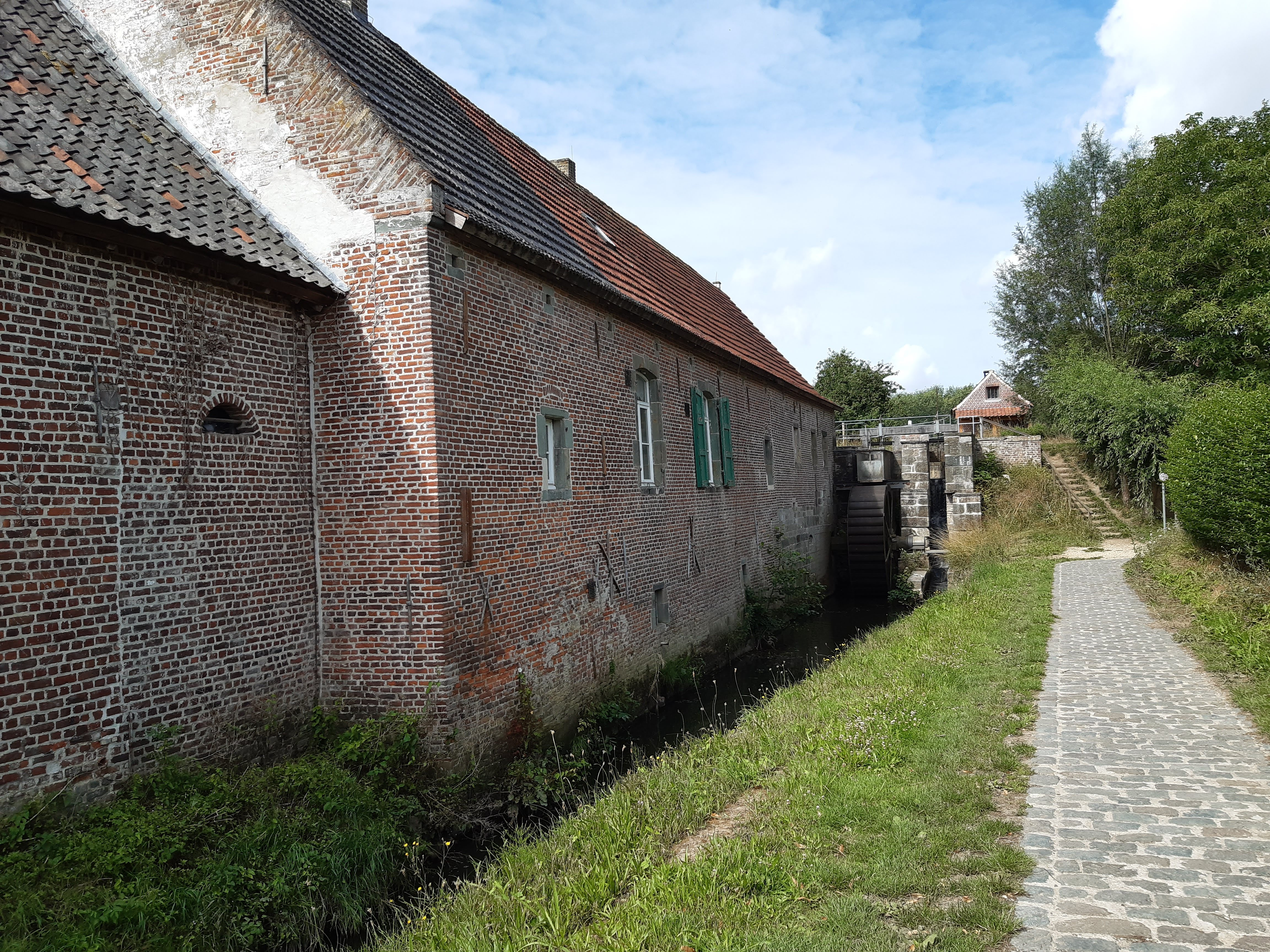
Molenhuis met zicht op het rad
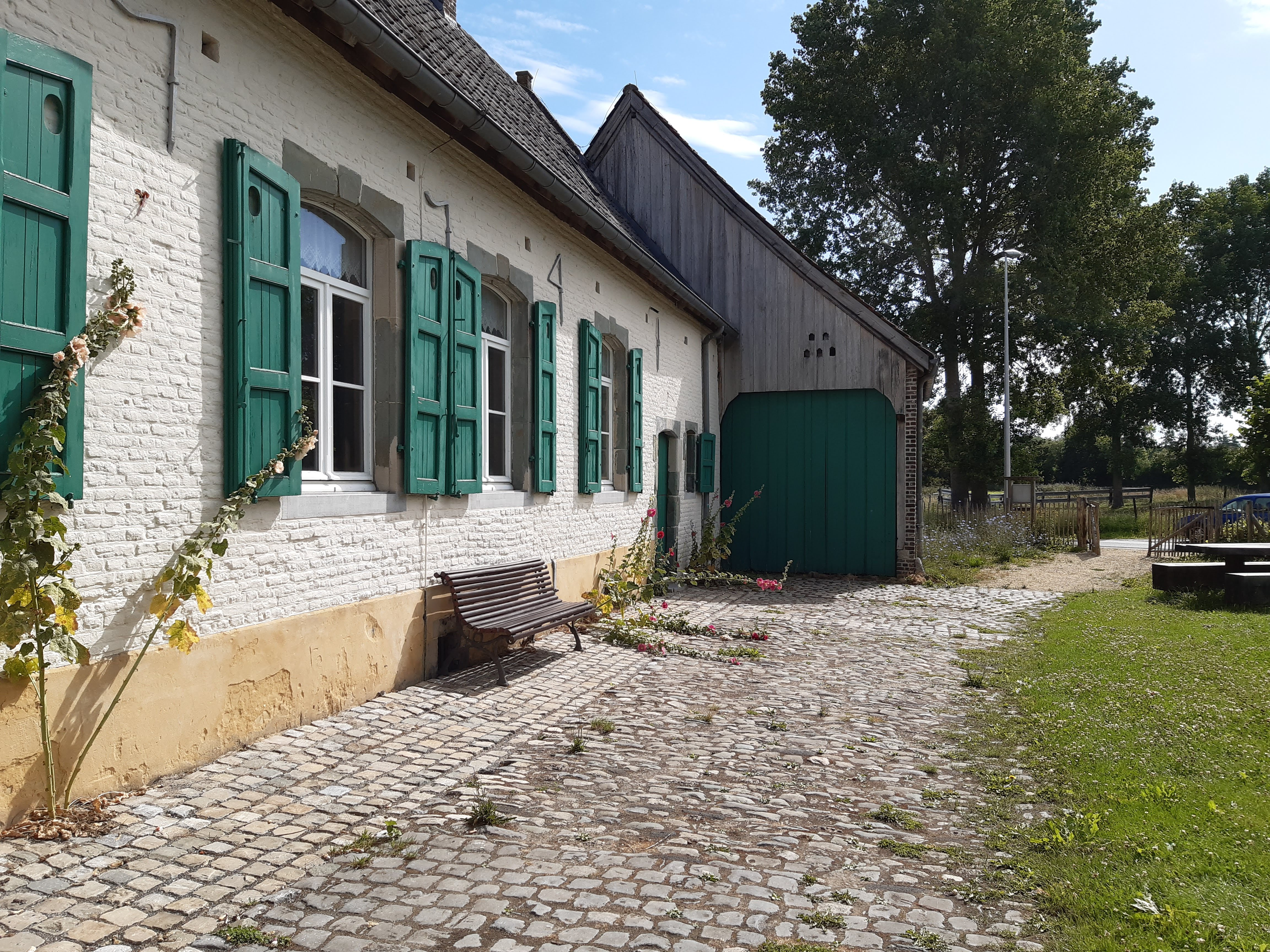
Molenhuis
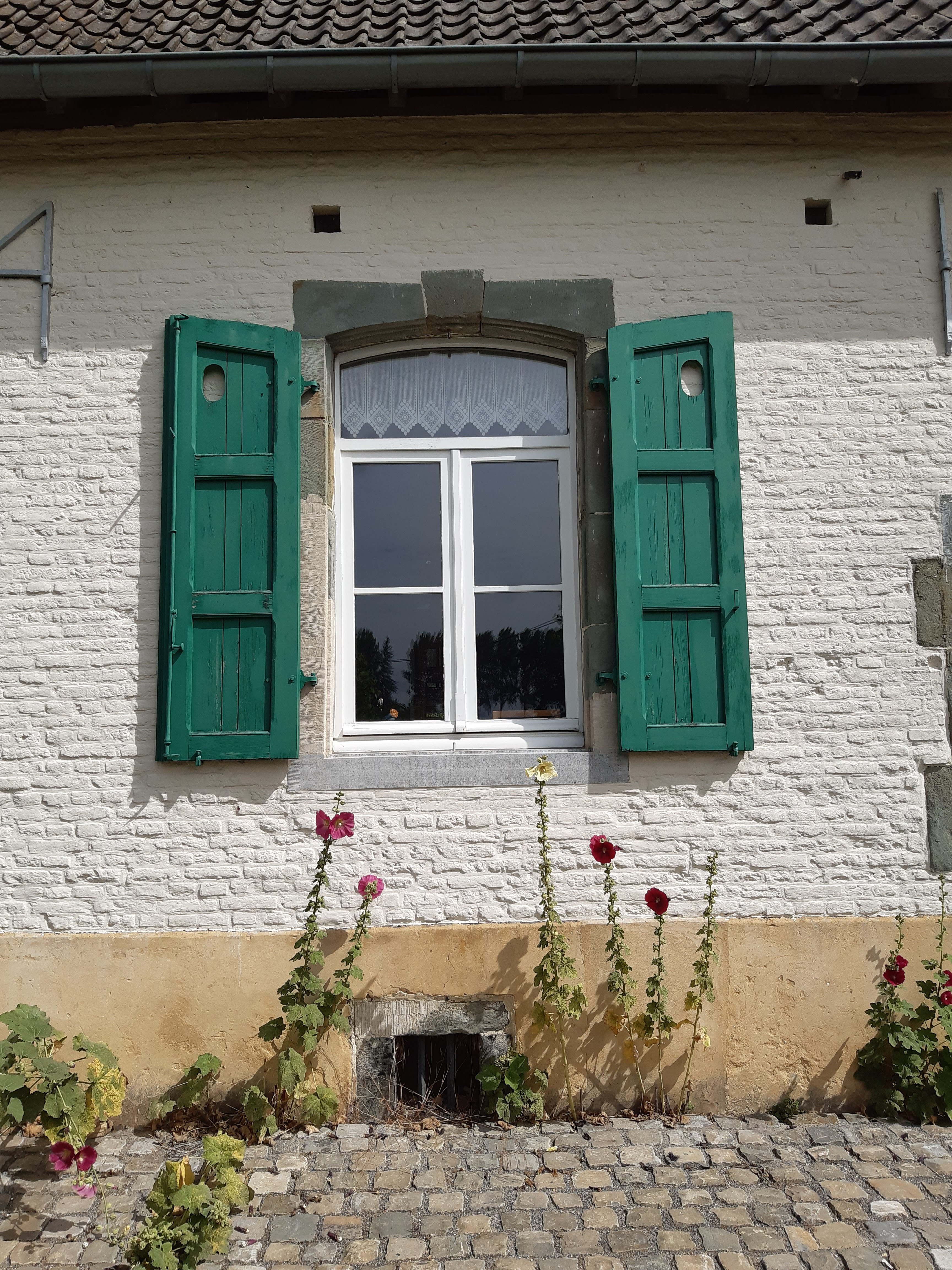
Molenhuis: detail raampartij
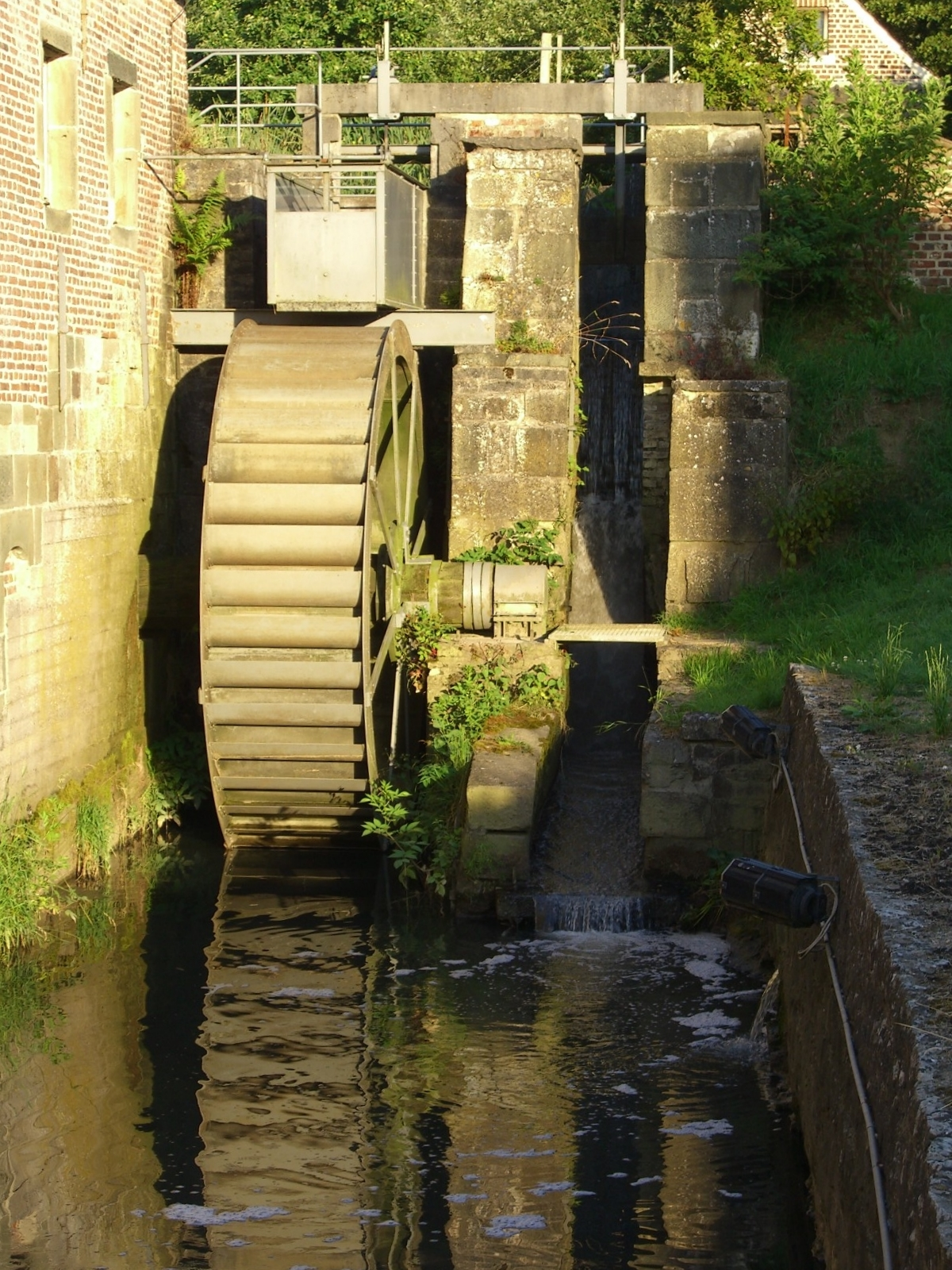
Bovenslagrad
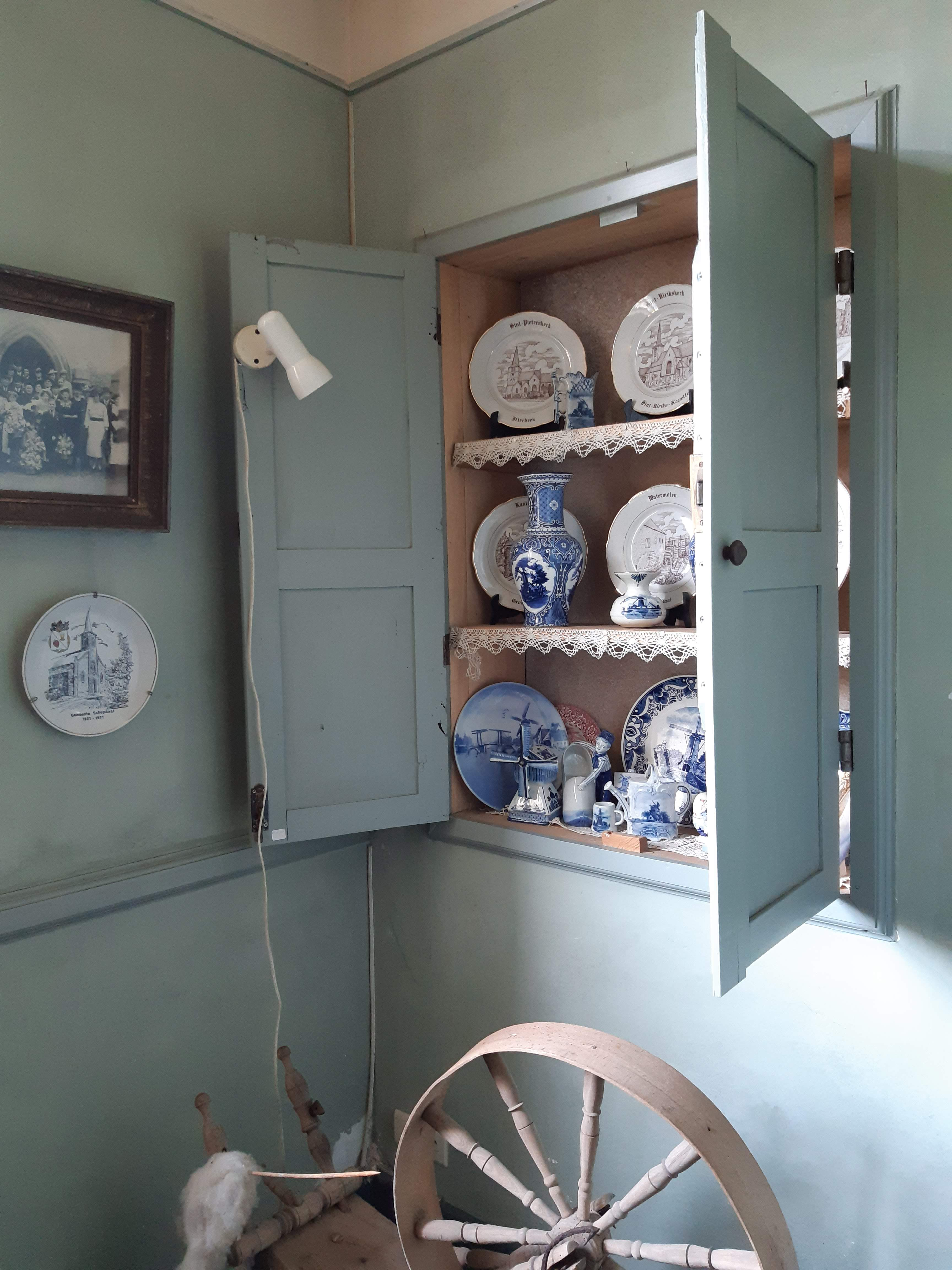
Molenhuis (ingericht als museum): detail interieur
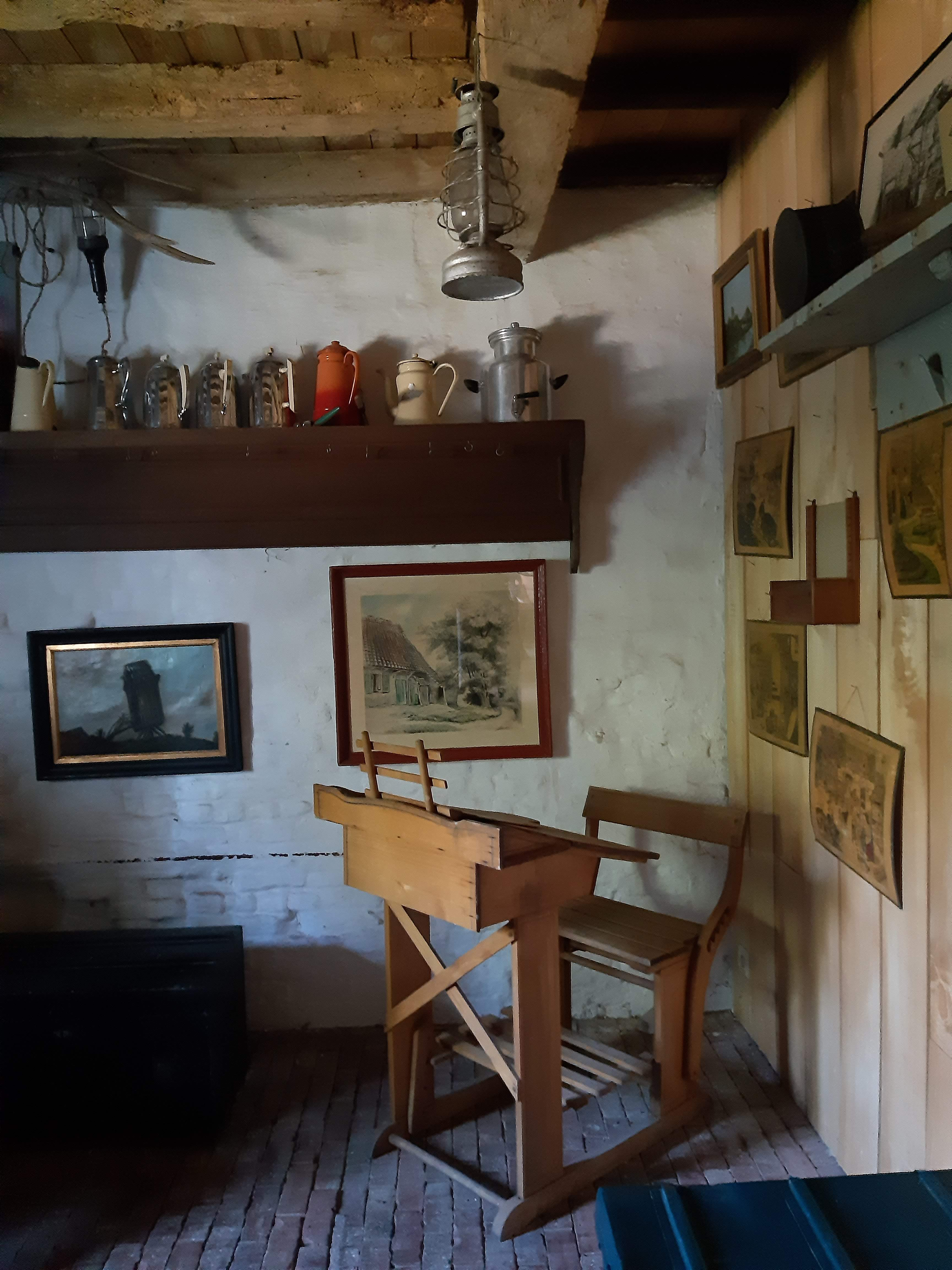
Molenhuis (ingericht als museum): detail interieur
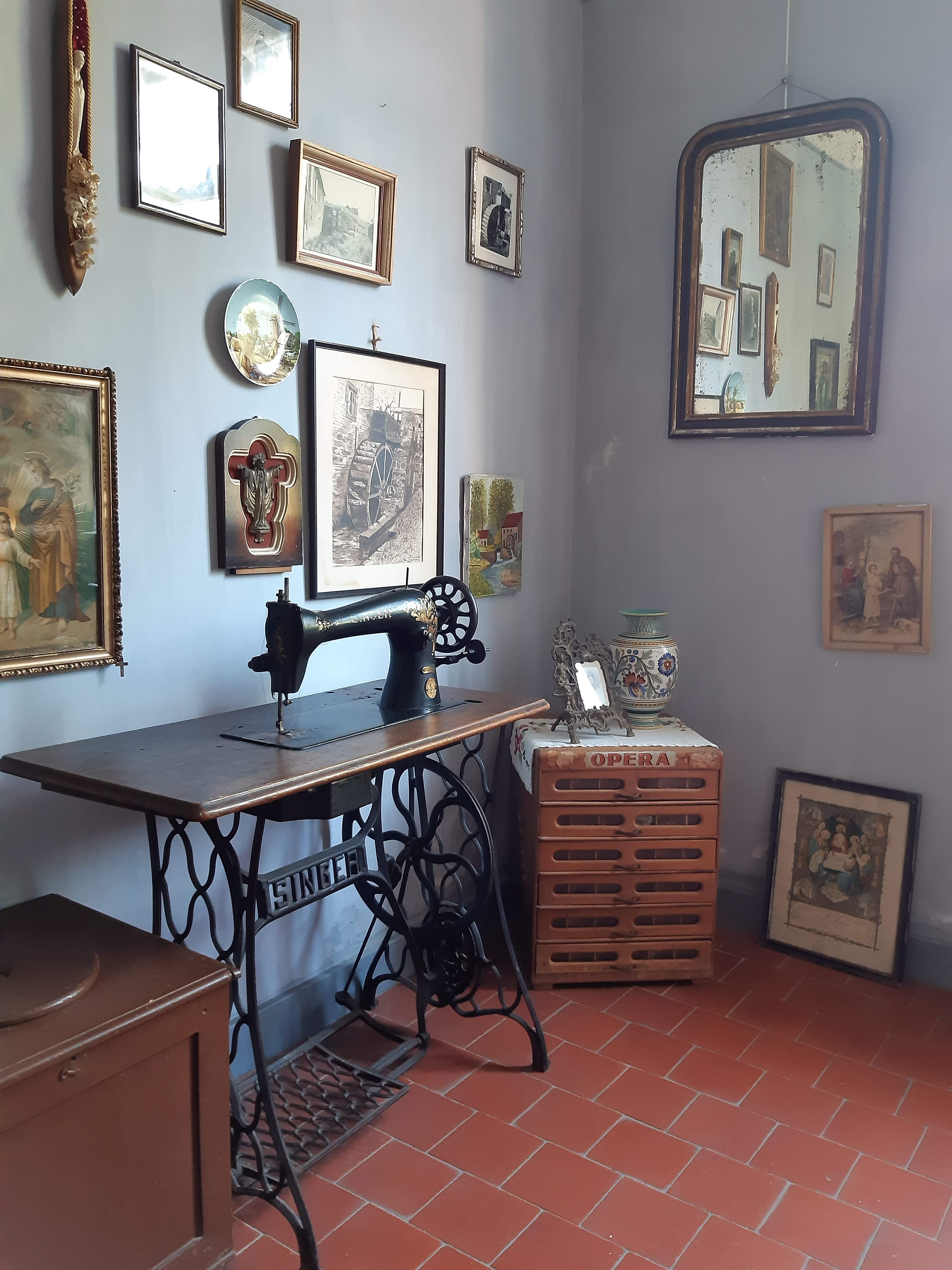
Molenhuis (ingericht als museum): detail interieur
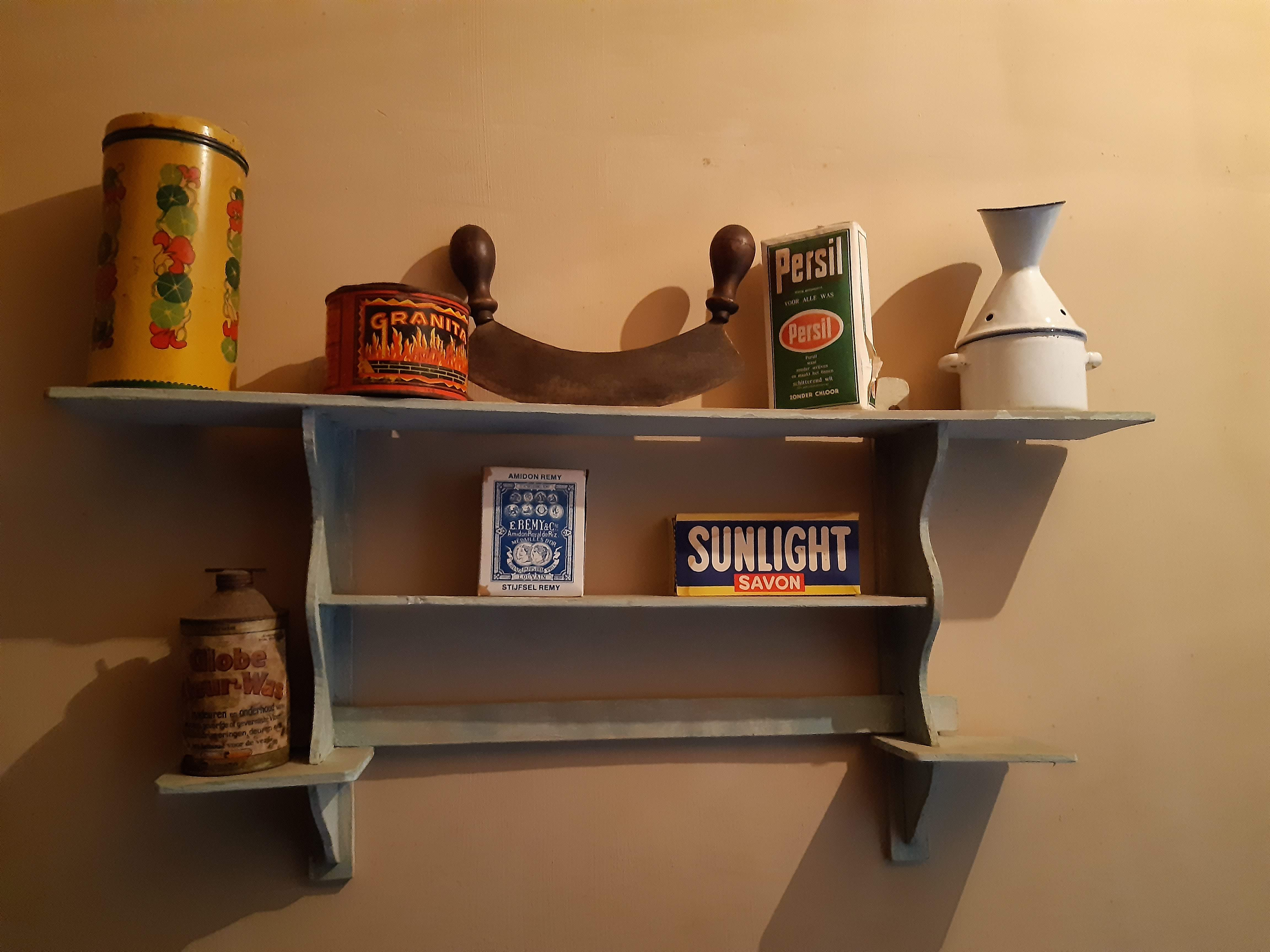
Molenhuis (ingericht als museum): detail interieur
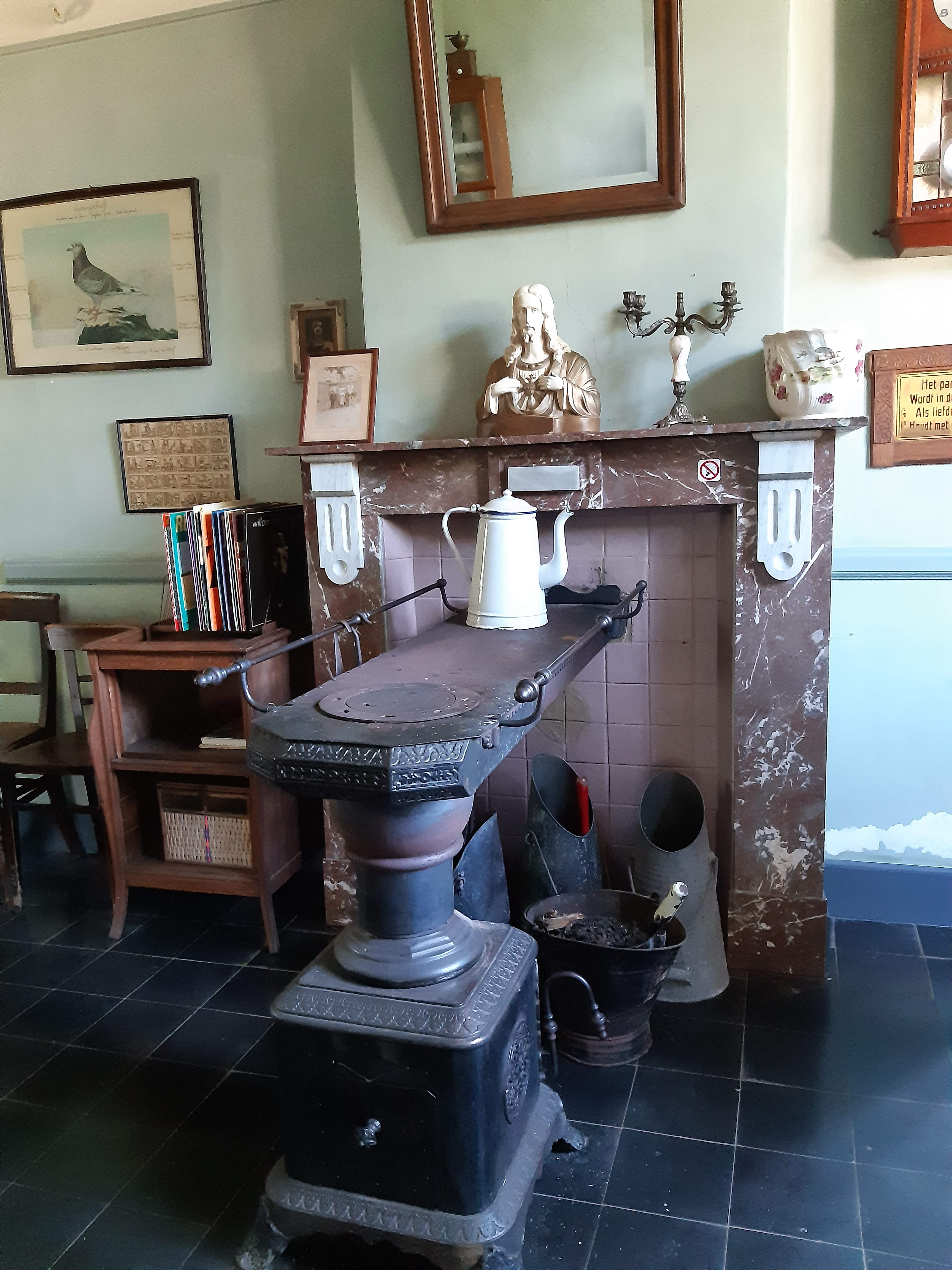
Molenhuis (ingericht als museum): detail interieur
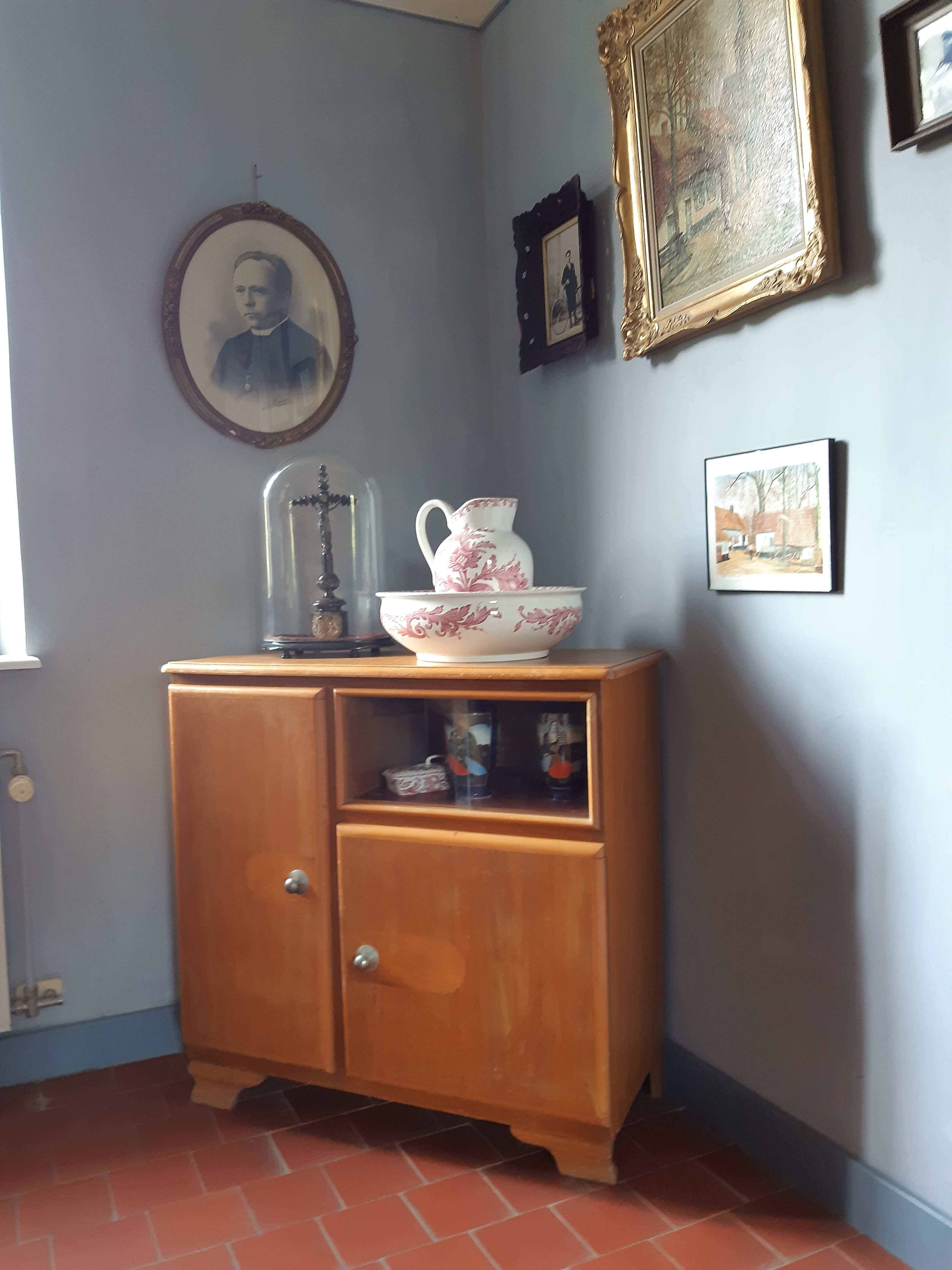
Molenhuis (ingericht als museum): detail interieur
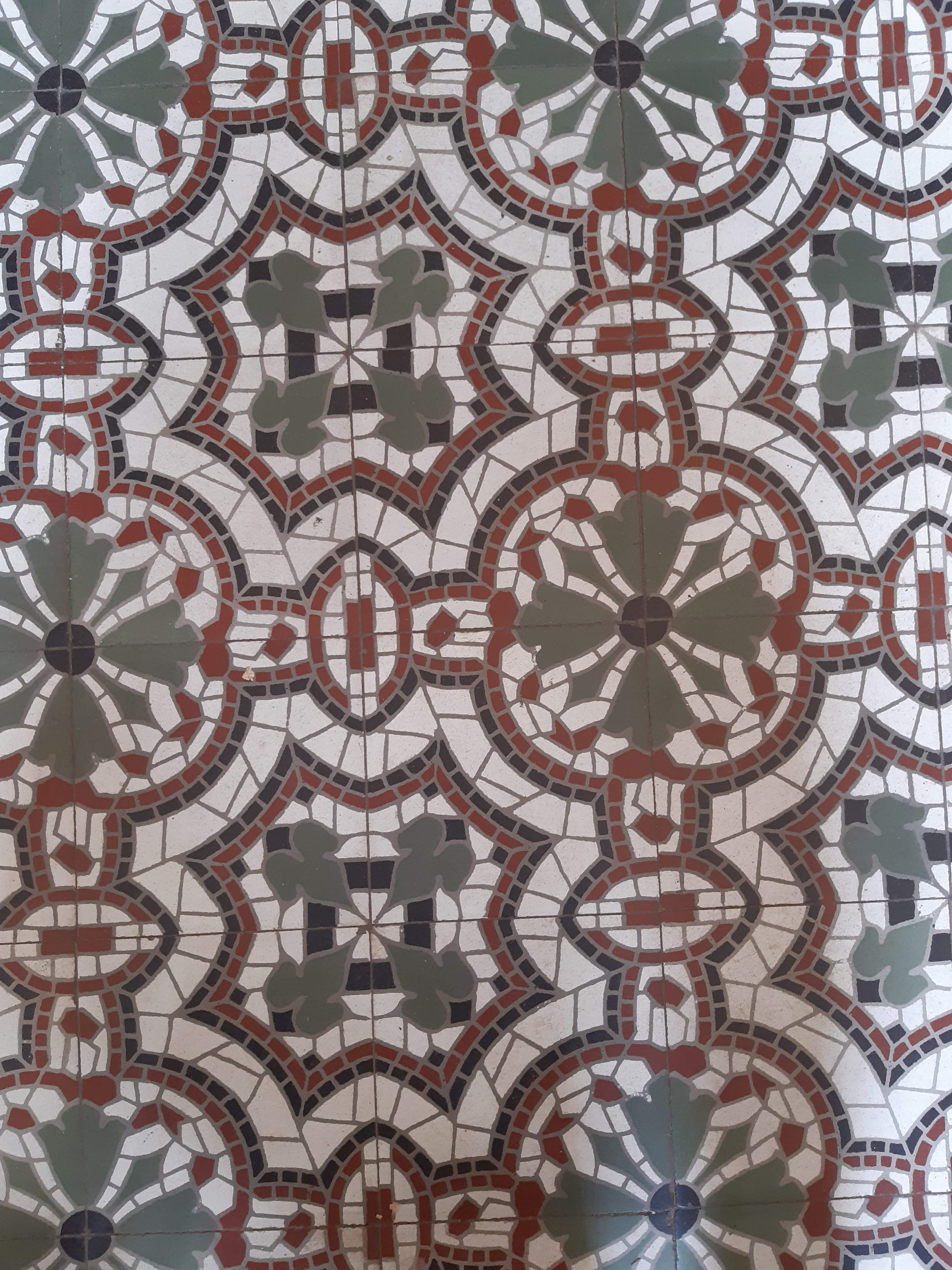
Molenhuis: detail vloerbekleding
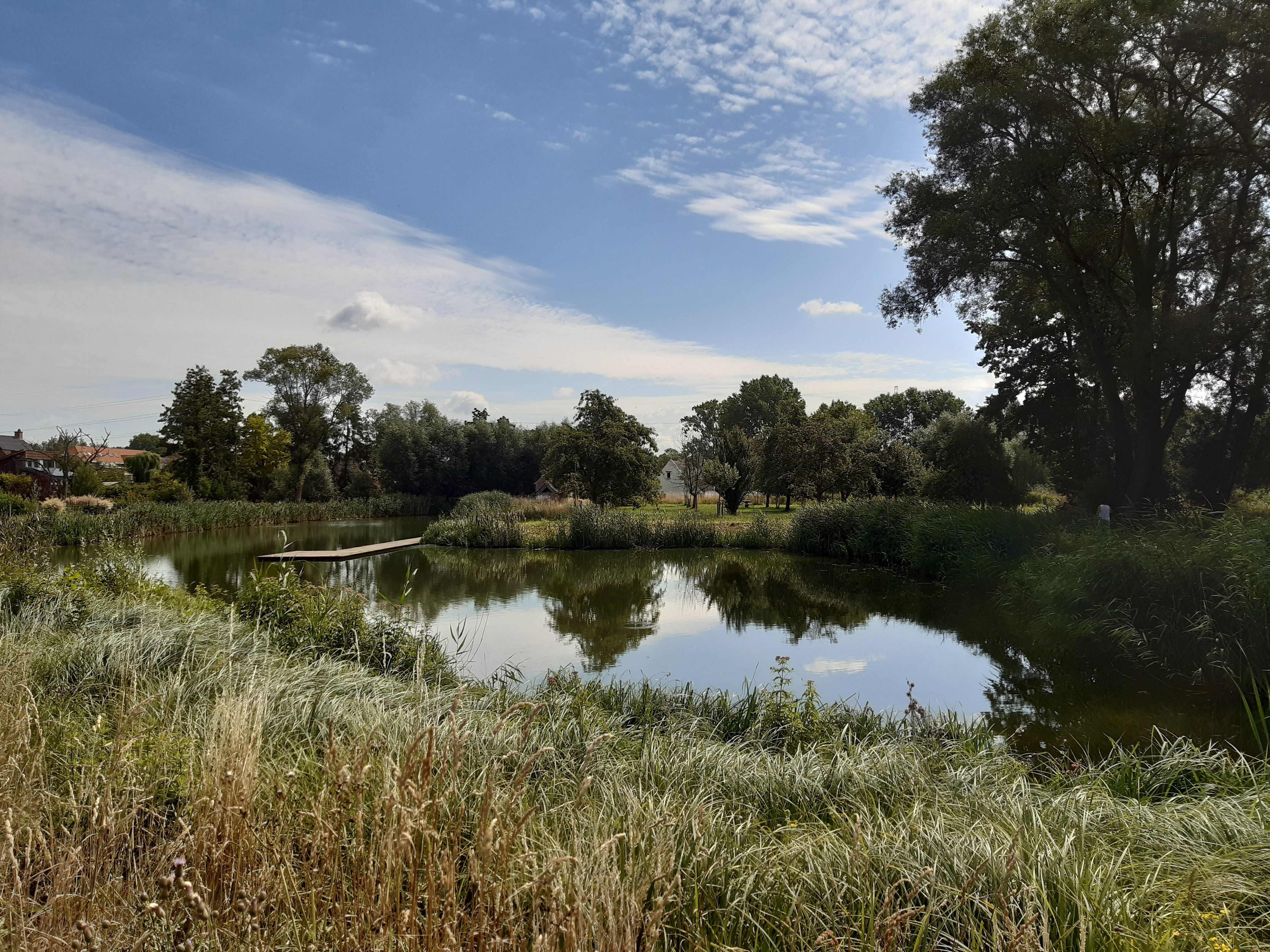
Spaarvijver